# Thunbergia (Opiliones)
Cet article concerne le genre d'opilions. Pour le genre de plante, voir Thunbergia.
Genre
Thunbergia est un genre d'opilions eupnois de la famille des Sclerosomatidae.

## Distribution
Les espèces de ce genre se rencontrent en Asie de l'Est.

## Liste des espèces
Selon World Catalogue of Opiliones (15/05/2021) :
- Thunbergia grandis (Roewer, 1910)
- Thunbergia gretae Martens, 2020
- Thunbergia wangi (Song & Zhu, 1999)
- Thunbergia zhui (Zhang & Zhang, 2013)

## Étymologie
Ce genre est nommé en l'honneur de Greta Thunberg.

## Publication originale
- Martens, 2020 : « A harvestman with elaborate palpal pliers, Thunbergia gretae n. gen. n. sp. from China (Opiliones: Sclerosomatidae: Gagrellinae). » Zoologischer Anzeiger, vol. 287, p. 160–166.